# Sadlno (Groot-Polen)
Sadlno is een dorp in het Poolse woiwodschap Groot-Polen, in het district Koniński. De plaats maakt deel uit van de gemeente Wierzbinek.